# Merchingen
Merchingen est un stadtteil de Merzig en Sarre.

## Toponymie
Morichinga (816) ; Morchingen (1266) ;	Mörchingen (1267) ; Morchinge, Morekinge (1277) ; Murchingin (1363) ; Morchingen (1387) ; Merchingen (1593) ; Merching (1802).

## Histoire
Était anciennement un village du duché de Lorraine, annexé à la France de 1766 à 1815. 

Ancienne commune de la Moselle sous le nom de Merching en 1802, fut cédé à la Prusse en 1815. 

Ancienne commune allemande indépendante de 1815 jusqu'au 1er janvier 1974.

## Lieux et monuments

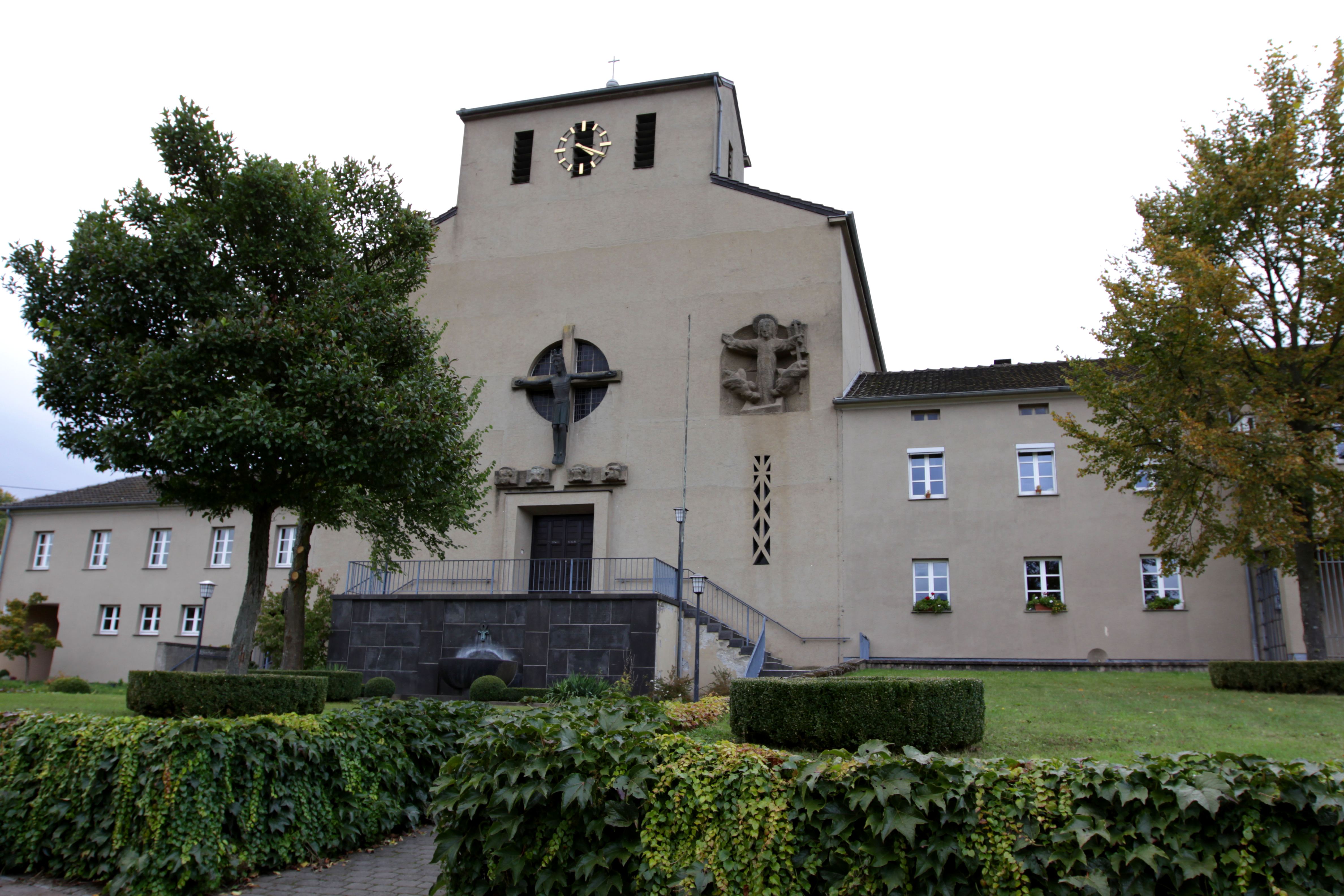
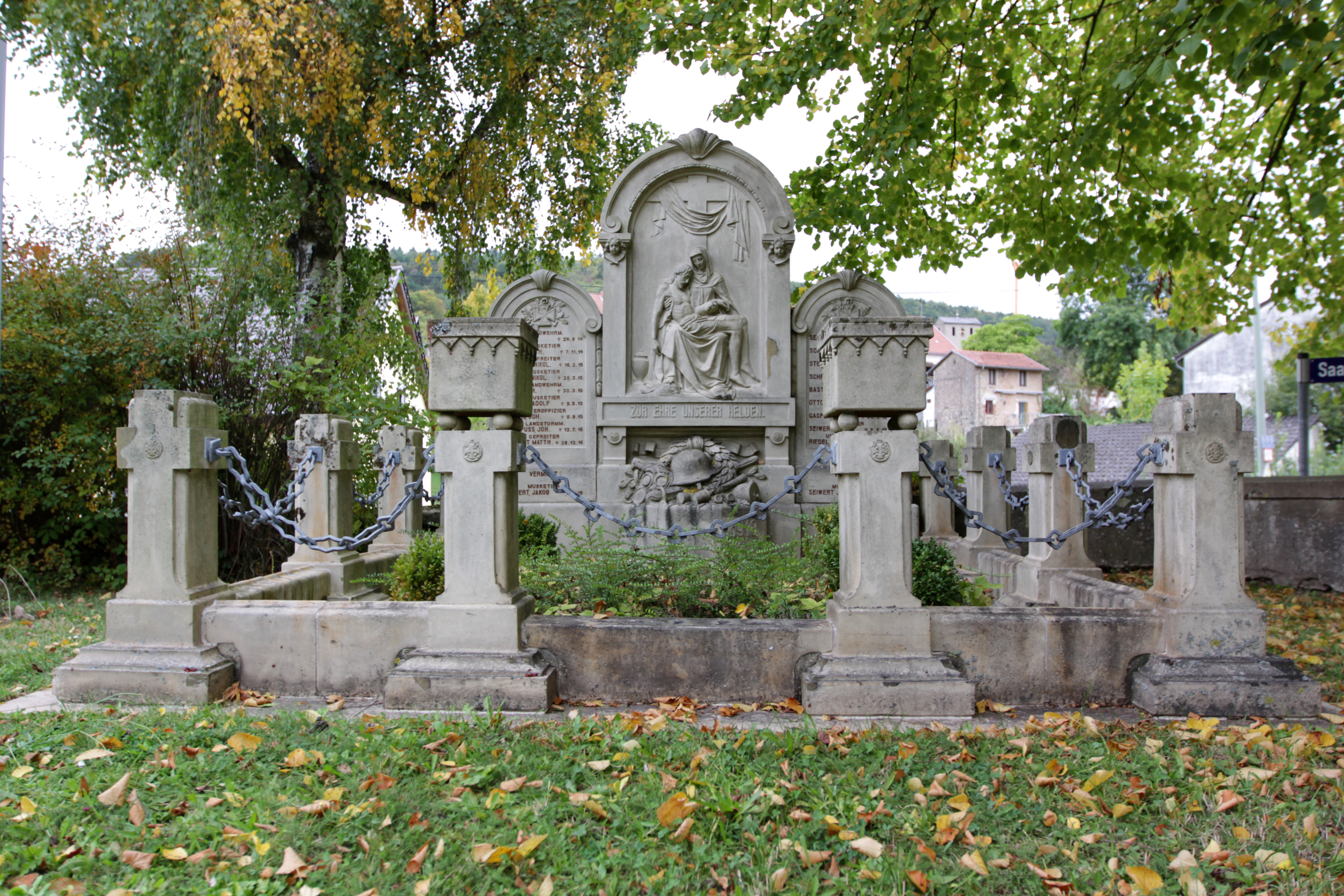
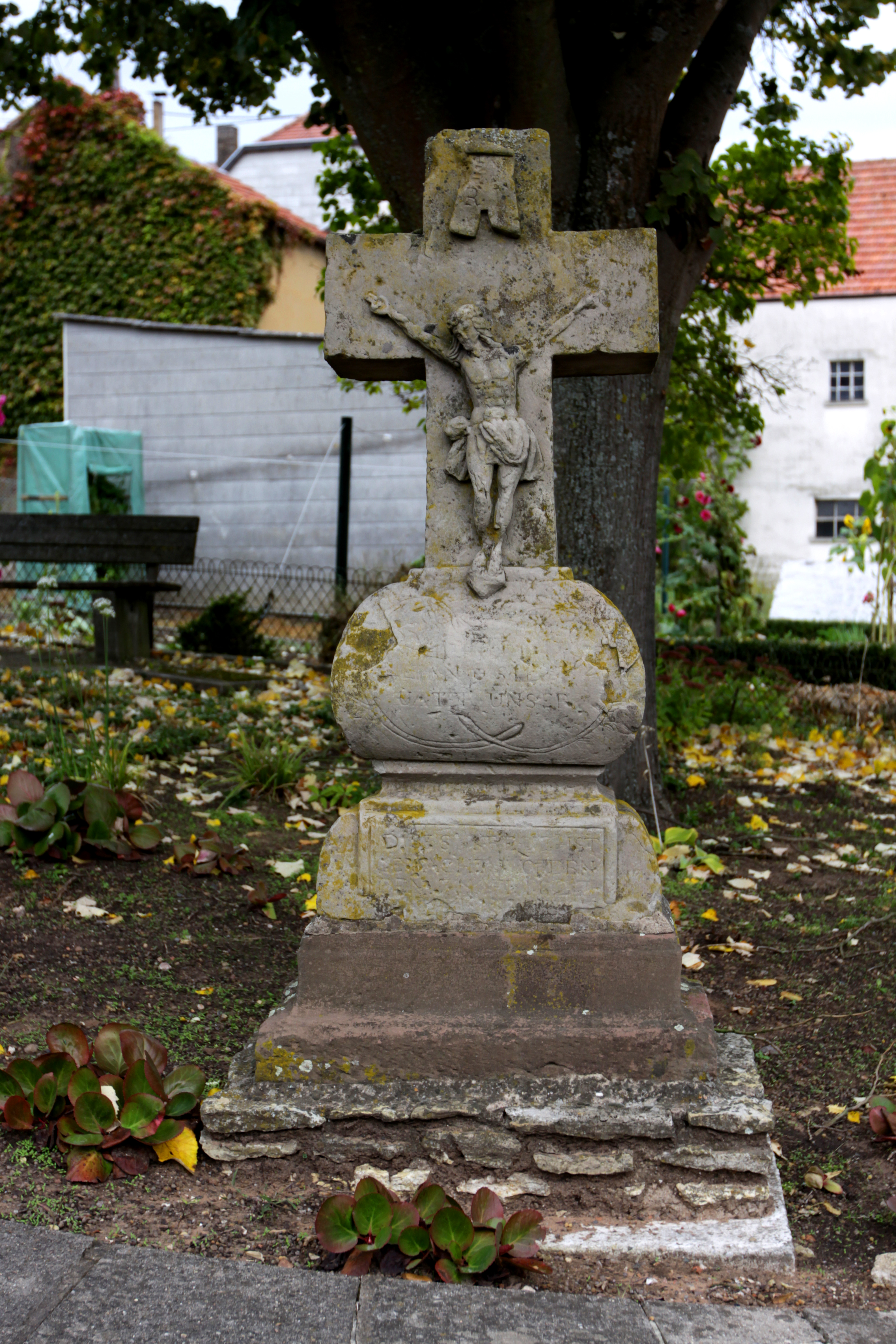
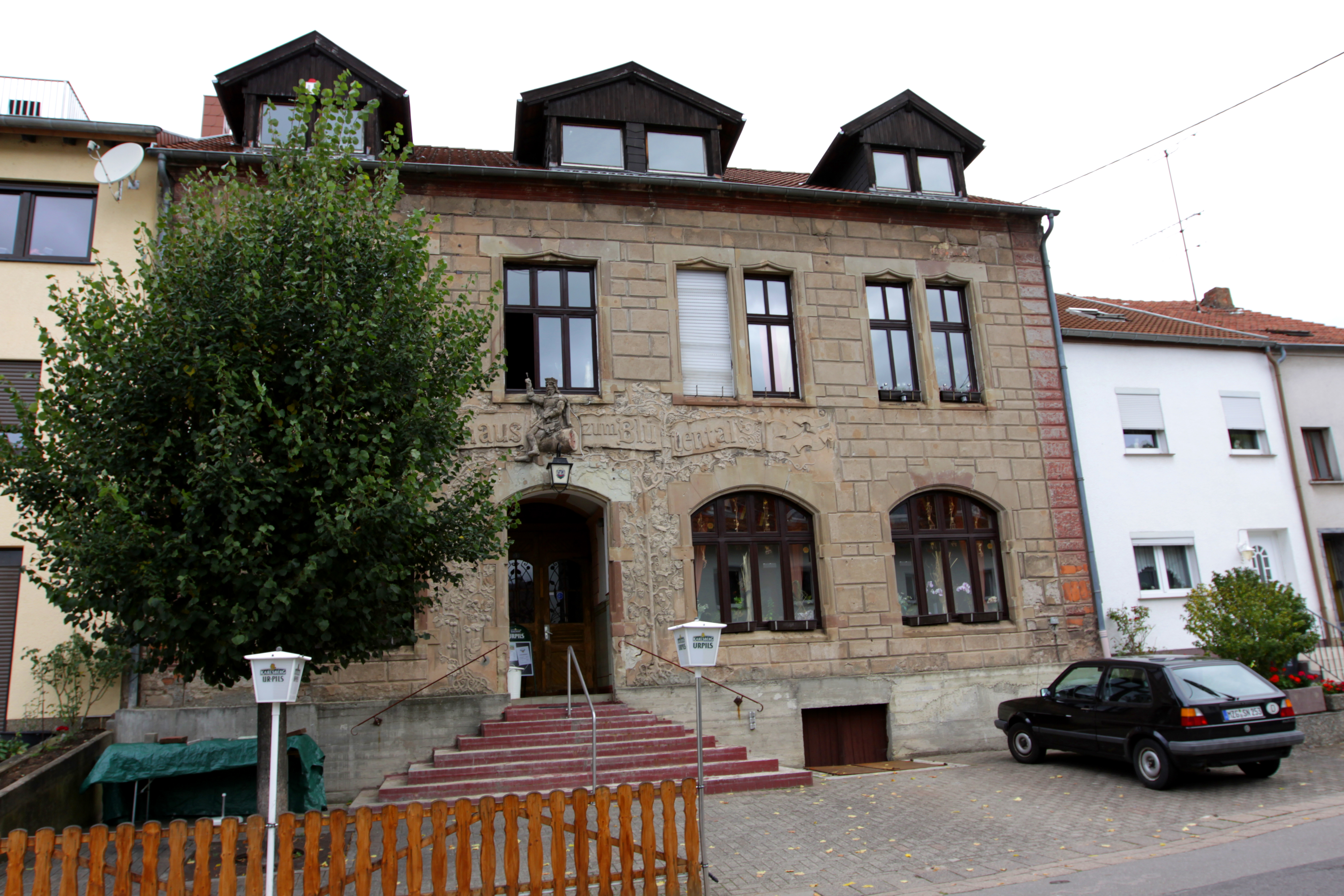